# 21e eeuw v.Chr.
De 21e eeuw v.Chr. (van de christelijke jaartelling) is de 21e periode van 100 jaar, dus bestaande uit de jaren 2100 tot en met 2001 v.Chr. De 21e eeuw v.Chr. behoort tot het 3e millennium v.Chr.
Opmerking: Omdat in deze tijd de dateringen meestal niet veel nauwkeuriger zijn dan plusminus enkele tientallen jaren, worden in deze tijd de gebeurtenissen per eeuw weergegeven.

## Gebeurtenissen

### Mesopotamië

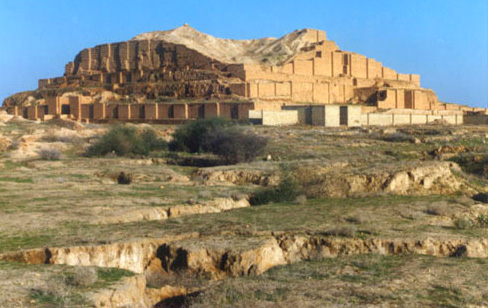
De Ziggoerat Dur-Untash

- De derde dynastie van Ur,  ook bekend als het Neo-Sumerische Rijk, beleeft een "Sumerische renaissance"". Koning Ur-Nammu van Ur geeft opdracht tot het bouwen van Ziggurats (torentempels) in Eridu, Nippur, Ur en Uruk.
- De Codex Ur-Nammu of wetboek van Ur-Nammu komt tot stand. Dit zijn voor zover bekend de oudste kleitabletten met spijkerschrift, waar geldende wetgeving of rechtspraak is vastgelegd (gecodificeerd).
- Vele significante veranderingen in het rijk vinden plaats tijdens de heerschappij van Shulgi. Hij onderneemt stappen in de centralisatie en standaardisatie van procedures in het rijk. Hem wordt tevens de standaardisatie van administratieve processen, archivering van documentatie, het belastingsysteem en de nationale kalender toegeschreven. Hij vestigt een staand leger van Ur. Shulgi wordt vergoddelijkt tijdens zijn leven, een eer die normaliter gereserveerd is voor dode koningen. Op de koning-begraafplaats van Ur wordt voor hem een dodentempel gebouwd. Gudea van Lagash probeert de Sumerische tijd te herstellen.
- De Sumeriërs sluiten handelsbetrekkingen met India. Dit leidt tot grote rijkdom. Met het geld daarvan bouwt men grote tempels en heiligdommen.
- ca. 2040 v.Chr. - Koning Shu-Sin van Ur regeert van (2038 - 2030 v.Chr.) hij laat tussen de Tigris en de Eufraat verdedigingswallen aanleggen.
- Het Sumerische Rijk komt onder druk te staan van nomaden uit de Syrische woestijn.
- ca. 2020 v.Chr. - Koning Ibbi-Sin van Ur regeert van (2030 - 2004 v.Chr.) het land begint een periode van corruptie en verval.
- ca. 2000 v.Chr. - De stad Ur wordt vernietigd door invallen van de Elamieten. Dit betekent de ondergang van de 3e dynastie.
- In Mesopotamië worden de staten Larsa en Isin opgesplitst in kleine koninkrijkjes.
- Zilver wordt rond deze tijd voor het eerst als betaalmiddel gebruikt.
- De tijd van de 3e dynastie van Ur is een tijd van grote bloei in Sumer.

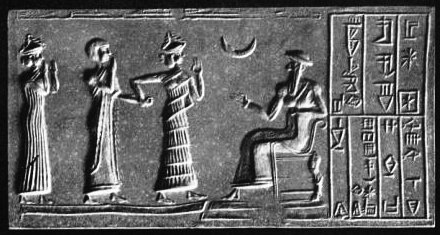
Ur-Nammu (zittend) verleent het gouverneurschap aan Ḫašḫamer, patesi (hogepriester)van Iškun-Sin (cilinderzegel, ca. 2100 v.Chr.)

Dynastie Ur III (2119 - 2004 v.Chr.)
- 2046 - 2038 v.Chr. Amar-Sin
- 2038 - 2030 v.Chr. Shu-Sin
- 2030 - 2004 v.Chr. Ibi-Sin

Dynastie Larsa (Elamieten) (2025 - 1763 v.Chr.)
- 2025 - 2005 v.Chr. Naplamun
- 2005 - 1977 v.Chr. Emisum

Dynastie Isin (Amorieten) (2017 - 1794 v.Chr.)
- 2017 - 1985 v.Chr. Ishbigarra

### Egypte

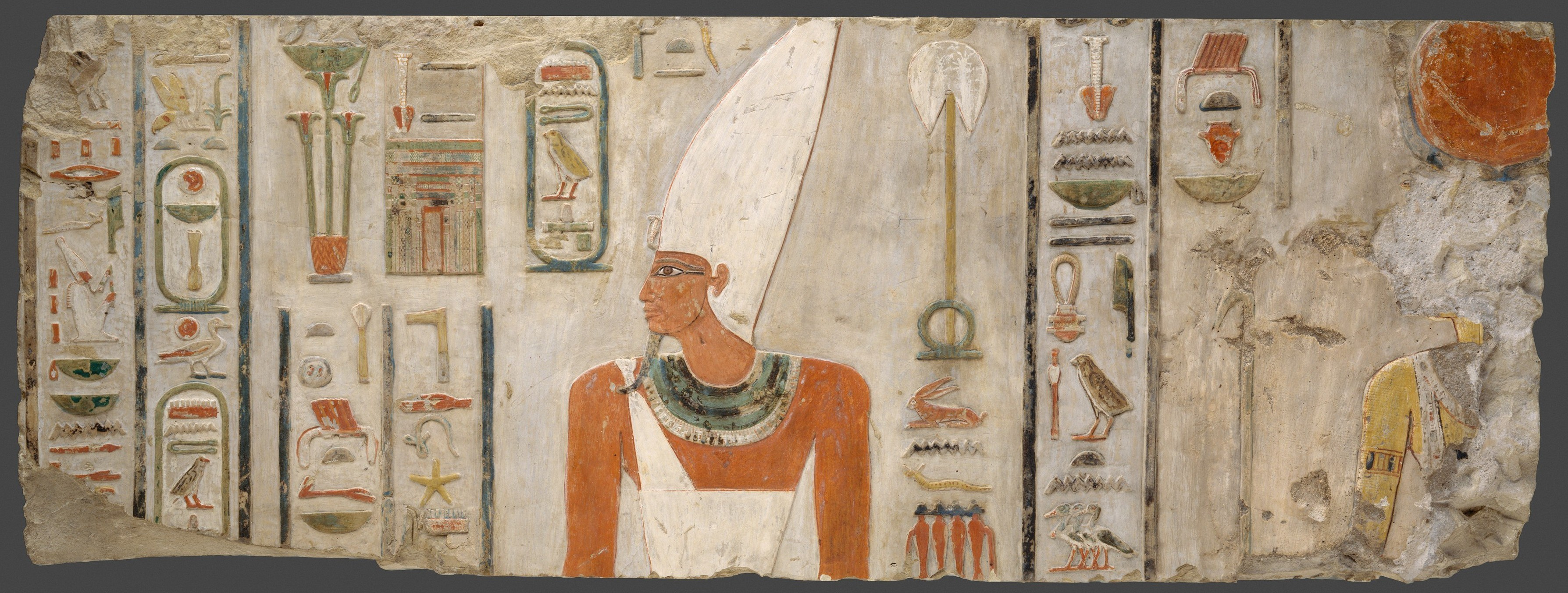
Mentoehotep II (2046 - 1995 v.Chr.)

- ca. 2050 v.Chr. - Koning Antef III (2054 - 2046 v.Chr.) de vierde farao van de 11e dynastie van Egypte.
- ca. 2040 - v.Chr. Het Middenrijk (tot 1783 v.Chr.) wordt met Opper-Egypte en Neder-Egypte vanuit Thebe herenigt.
- Koning Mentoehotep II (2046 - 1995 v.Chr.) de vijfde farao van Egypte (11e dynastie). Hij leidt expedities naar Libië en Nubië.

<< · 30e · 29e · 28e · 27e · 26e · 25e · 24e · 23e · 22e · 21e · >>